# منتخب باكستان للكريكت للسيدات
منتخب باكستان للكريكت للسيدات هو ممثل باكستان الرسمي في المنافسات الدولية في الكريكت للسيدات
. تأسس في 1997.